# NGC 450
NGC 450 هي مجرة حلزونية تقع في كوكبة قيطس. تم اكتشافها في عام 1785 من قبل وليام هيرشل. NGC 450 لديه رفيق وثيق جدا، UGC 807 أو(PGC 4545)، في الجانب الشمالي الشرقي من NGC 450.
UGC 807 تبدو خافتا إلى حد ما وصغيرة إلى حد ما وممدوده. على الرغم من حقيقة أن UGC 807 تبدو أن تشكيل نظامها مزدوج لديها انزياح أحمر أكثر من ست مرات من NGC 450، لذلك هم زوج على خط البصر.

## وصلات خارجية
- NGC 450 على موقع ويكي سكاي: DSS2, SDSS, GALEX, IRAS, Hydrogen α, X-Ray, Astrophoto, Sky Map, Articles and images